# Brunettia napaea
Brunettia napaea és una espècie d'insecte dípter pertanyent a la família dels psicòdids que es troba a Austràlia: Austràlia Meridional.